# جيمس ماك جاري
جيمس ماك جاري (بالإنجليزية: James McGarry)‏ (9 أبريل 1998 بنيوزيلندا - ) هو لاعب كرة قدم نيوزلندي في مركز الوسط. شارك مع منتخب نيوزيلندا تحت 17 سنة لكرة القدم. أما مع النوادي، فقد لعب مع Melbourne Knights FC ‏ وWellington Phoenix FC Reserves ‏.

## مسيرته الكروية
لعب جيمس ماك جاري خلال مسيرته الاحترافية مع 3 أندية في ثمانية مواسم وسجل خلالها 11 هدفًا ضمن 60 مباراة. ولم يفز بأي موسم بالكأس أو بالدوري.
خاض جيمس ماك جاري مسيرته مع Wellington Phoenix FC Reserves ‏ في موسم 2014–15 في المرة الأولى ولمدة موسمين ثم في موسم 2016–17 ولمدة موسمين، مشاركًا طوالها في 52 مباراة سجل خلالها 11 هدفًا. ثم انتقل إلى نادي ويلينغتون فينيكس في موسم 2015–16 ولمدة موسمين، حيث شارك في مباراتين ولم يسجل أي هدف. لينتقل بعدها إلى نادي فيلم تو تيلبورغ في موسم 2018–19 ولمدة موسمين، مشاركًا في 6 مباريات ولم يسجل أي هدف أيضًا.

## وصلات خارجية
- جيمس ماك جاري على موقع الاتحاد الدولي (مؤرشف)  (الإنجليزية)
- جيمس ماك جاري على موقع الاتحاد الأوربي (الإنجليزية)
- جيمس ماك جاري على موقع قاعدة بيانات كرة القدم.إي يو (الإنجليزية)
- جيمس ماك جاري على موقع ناشيونال فوتبول تيمز (الإنجليزية)
- جيمس ماك جاري على موقع Soccerbase.com (لاعب) (الإنجليزية)
- جيمس ماك جاري على موقع Soccerway.com (الإنجليزية)
- جيمس ماك جاري على موقع عالم كرة القدم.نت (الإنجليزية)